# Pucrolia grandis
Pucrolia grandis is een hooiwagen uit de familie Gonyleptidae.